# Nisba
De nisba (نسبة nisba) is een in de grammatica van het Arabisch voorkomend bijvoeglijk naamwoord dat afgeleid is van een zelfstandig naamwoord. De nisba wordt veel gebruikt voor landen, maar is algemener van toepassing. De nisba drukt een eigenschap uit, zoals "Belgisch" of "onderste". De vorming vindt plaats door een toevoeging van een suffix aan het zelfstandig naamwoord.

## Vormen
De suffix is afhankelijk van geslacht en enkelvoud/meervoud. Voor mannelijke woorden in het enkelvoud is het suffix ـي, een ya met uitspraak "i". Voor vrouwelijke woorden in het enkelvoud is het suffix ـية met uitspraak "ia". Bij meervouden voegt men de "i" en daarna de letter toe die het geslacht aangeeft. 
Als voorbeeld de varianten voor stamwoord لبنان Lubnān "Libanon":
- لبناني lubnāni "Libanees" mannelijk enkelvoud. Voorbeeld رجل لبناني - arrajul lubnāni - een Libanese man;
- لبنانية lubnānia "Libanees" vrouwelijk enkelvoud. Voorbeeld بنت لبنانية - bint lubnānia - een Libanees meisje;
- لبنانيون lubnāniūn "Libanese" mannelijk meervoud. Voorbeeld رجال لبنانيون - arrijal lubnāniūn - Libanese mannen;
- لبنانيات lubnāniāt "Libanese": vrouwelijk meervoud. Voorbeeld بنات لبنانيات - banāt lubnāniāt - Libanese meisjes.

Voordat men het suffix toevoegt, moet men eventueel verwijderen: het bepaald lidwoord, een vrouwelijke uitgang of een eindklinker als deze lang is.
Voorbeelden:
- Irak - ali'raq - العراق. Nisba's: mannelijk: iraqi - عراقي,vrouwelijk: iraqia - عراقية;
- Saoedi-Arabië - assaudia - السعودية. Nisba's: mannelijk: saudi - سعودي, vrouwelijk: saudia - سعودية;
- Syrië - suria - سوريا. Nisba's: mannelijk: suri - سوري, vrouwelijk: suria - سورية.

## Zelfstandige naamwoorden
Men kan van de nisba-vormen zelfstandige naamwoorden maken, bv: لبناني - een Libanees, لبنانية - een Libanese. Zeer gebruikelijk is de nisba voor aanduidingen van afkomst, nationaliteit of landen. Ook voor het vormen van de namen van talen gebruikt men de nisba. In dit geval voegt men het bepaald lidwoord "al" toe en vervrouwelijkt men het woord met een ta marbuta ة, bv: الهولندية - alhulandia - het Nederlands.

## Andere talen
Een constructie vergelijkbaar met de nisba komt ook veel voor in andere talen. Zo verbuigt men in de Nederlandse taal het woord "kat" om "kattenbak" te vormen uit "kat" en "bak" De Arabische nisba heeft ook enige Nederlandse woorden beïnvloed, bv. Koeweiti en Pakistani, die de Arabische vormen zijn.